# The Devil's Rain (film)
Ploaia Diavolului (în engleză The Devil's Rain) este un film de groază americano-mexican regizat de Robert Fuest după un scenariu (poveste) de James Ashton și Gerald Hopman. În rolurile principale au interpretat actorii William Shatner, Ernest Borgnine și  Tom Skerritt. Este unul dintre puținele filme de categoria B în care a apărut William Shatner, vedeta din Star Trek: Seria originală și Star Trek: Filmul (1979)
A fost distribuit de studiourile Bryanston Distributing Company și a avut premiera la 7 august 1975 la New York.
Coloana sonoră a fost realizată de Al De Lory.

## Rezumat
O familie pare blestemată, victima unei succesiuni de evenimente tragice. Motivul acestui destin sumbru s-ar putea întoarce în urmă cu câteva secole, când un membru al familiei a luptat împotriva unei secte satanice.
Într-un orășel rural din Arizona trăiește o sectă de închinători la cel Rău (diavolul), condusă de mefistofelicul Jonathan Corbis (Ernest Borgnine). Secta are o amuletă din cristal care, conform tradiției, conține sufletele victimelor sacrificate. Hotărât să pună mâna pe o carte care conține identitatea tuturor victimelor, Corbis nu ezită să ordone masacrul familiei Preston pentru a păstra secretul existenței cărții. După ce a scăpat de masacru, Tom Preston (Tom Skerritt) planifică propria răzbunare personală.

## Distribuție
Au interpretat actorii:
- Ernest Borgnine - Jonathan Corbis
- Eddie Albert - Dr. Sam Richards
- William Shatner - Mark Preston
- Ida Lupino - Emma Preston
- Tom Skerritt - Tom Preston
- Joan Prather - Julie Preston
- Keenan Wynn - Sheriff Owens
- John Travolta - Danny
- George Sawaya - Steve Preston
- Anton LaVey - High Priest of the Church of Satan
- Woodrow Chambliss as John